# فرانتس فبكه
فرانْتس فَبْكِه (بالألمانية: Franz Woepcke) (1241 - 1280 ه‍ / 1826 - 1864 م) هو مستشرق ألماني، عني بدرس الكتب الرياضية العربية.
أخذ العربية عن فريتاخ، ونشر أكثر من خمسين مقالة في الفنون الرياضية عند العرب.